# トロンボーン協奏曲 (リムスキー＝コルサコフ)
トロンボーンと吹奏楽のための協奏曲（露: Концерт для тромбона с духовым оркестром）は、ニコライ・リムスキー＝コルサコフが作曲したトロンボーン協奏曲。吹奏楽の伴奏で書かれている。

## 概要
ロシアの海軍軍楽隊の指揮者を務めていた1877年に、海軍士官の同僚であるトロンボーン奏者レオノフのために作曲した。
初演は1878年3月16日にクロンシュタットの海軍基地で、同じく吹奏楽伴奏による管楽器のための協奏曲である「オーボエと吹奏楽のためのグリンカの主題による変奏曲 ト短調」「クラリネットと吹奏楽のためのコンツェルトシュトゥック 変ホ長調」とともに、作曲者の指揮で行なわれた。
一時忘れられていたが、1951年にソ連国内で再発見され、その後はダーヴィトやグレンダールの作品と並んでトロンボーン協奏曲の古典として広く演奏されている。
クリスティアン・リンドベルイ編曲による、管弦楽版がある。

## 編成
| 木管 | 木管              | 金管  | 金管     | 弦・打 | 弦・打           |
| ---- | ----------------- | ----- | -------- | ------ | ---------------- |
| Fl.  | 2, Picc.          | Crnt. | 2, Tp. 4 | Cb.    |                  |
| Ob.  | 2                 | Hr.   | 4        | Timp.  |                  |
| Fg.  | 2                 | Tbn.  | Solo, 3  | 他     | S.D., B.D., Cym. |
| Cl.  | 3, E♭, Alto, Bass | Bar.  | 1        | 他     | S.D., B.D., Cym. |
| Sax. |                   | Tub.  | 2        | 他     | S.D., B.D., Cym. |

## 構成
早い-遅い-早いの3つの部分からなる典型的な協奏曲の形式で書かれているが、それぞれの部分は終止線で区切られておらず、演奏時間は全体を通しても10分程度であることから、単一楽章と見ることもできる。
1. アレグロ・ヴィヴァーチェ、4/4拍子
3連符の伴奏に乗って演奏される軽やかな第1主題、対照的にレガートな第2主題、再び第1主題が現れる三部形式。
2. アンダンテ・カンタービレ、6/8拍子
エスプレッシヴォで歌われる。最後にカデンツァが添えられ、アタッカでアレグロに入る。
3. アレグロ〜テンポ・ポコ・メノ・モッソ〜ヴィヴァーチェ、2/4拍子
トランペットのファンファーレに続いて、独奏トロンボーンがマーチ風のリズミカルなメロディーを奏する。冒頭のファンファーレの楽句を挟みながら、ヴィルトゥオーソ的なオブリガートが展開される。カデンツァが奏され、再びファンファーレが現れ華々しく終わる。